# 白玉蘭賞
白玉蘭賞(中国語: 白玉兰奖)は、上海市の社会的・経済的発展、文化交流に突出した貢献のあった外国人の専門家や学者、企業経営者を称えるため、上海市が市在住の外国人に授与する賞である。上海白玉蘭記念賞、白玉蘭栄誉賞からなる。

## 概要
中国語で白玉兰奖（中国語発音bai yu lan jiang）と言う。白玉蘭は中国語で白もくれんを意味し、上海の市花として市のシンボルでもある。1989年1月18日、18名の外国人経済学者、教育者等の専門家に上海市人民政府が授与した白玉蘭銅質記念碑が原型となり、1993年に創立された。毎年1回上海市政府のゲストハウスで授与式が行われ、受賞者には名誉市民の称号が与えられる。

## 授与
受賞者には上海市政府外事弁公室からメダルと賞状が与えられる。メダルの表面には白玉蘭が記されている。